# 官沟水库 (襄阳)
官沟水库是中国湖北省襄阳市襄州区境内的一座水库，位于滚河支流官沟上，建于1958年。水库正常库容为254万立方米，集雨面积为115平方千米，海拔为87.9米。